# Nevendon
Nevendon of Newendon is een plaats in het Engelse graafschap Essex. In 1870-72 telde het dorp 205 inwoners. Nevendon komt in het Domesday Book (1086) voor als 'Nezendena'.